# العلاقات الفانواتية القبرصية
العلاقات الفانواتية القبرصية هي العلاقات الثنائية التي تجمع بين فانواتو وقبرص.

## مقارنة بين البلدين
هذه مقارنة عامة ومرجعية للدولتين:
| وجه المقارنة                                              | فانواتو                                  | قبرص                                                                 |
| --------------------------------------------------------- | ---------------------------------------- | -------------------------------------------------------------------- |
| المساحة (كم2)                                             | 12.19 ألف                                | 9.24 ألف                                                             |
| عدد السكان (نسمة)                                         | 276.24 ألف                               | 1.14 مليون                                                           |
| الكثافة السكانية (ن./كم²)                                 | 22.66                                    | 123.38                                                               |
| العاصمة                                                   | بورت فيلا                                | نيقوسيا                                                              |
| اللغة الرسمية                                             | اللغة البسلاما، لغة فرنسية، لغة إنجليزية | اليونانية الحديثة، اللغة التركية، لغة يونانية                        |
| العملة                                                    | فاتو فانواتي                             | يورو، جنيه قبرصي                                                     |
| الناتج المحلي الإجمالي (بليون دولار)                      | 862.88 مليون                             | 21.65 مليار                                                          |
| الناتج المحلي الإجمالي (تعادل القوة الشرائية) بليون دولار | 790.76 مليون                             | 26.73 مليار                                                          |
| الناتج المحلي الإجمالي الاسمي للفرد دولار أمريكي          | 2.81 ألف                                 | 23.24 ألف                                                            |
| الناتج المحلي الإجمالي للفرد دولار أمريكي                 | 3.03 ألف                                 | 30.24 ألف                                                            |
| مؤشر التنمية البشرية                                      | 0.594                                    | 0.850                                                                |
| رمز المكالمات الدولي                                      | +678                                     | +357                                                                 |
| رمز الإنترنت                                              | .vu                                      | .cy                                                                  |
| المنطقة الزمنية                                           | ت ع م+11:00                              | ت ع م+02:00، ت ع م+03:00، توقيت شرق أوروبا، توقيت شرق أوروبا الصيفي ‏ |

## منظمات دولية مشتركة
يشترك البلدان في عضوية مجموعة من المنظمات الدولية، منها:
| علم المنظمة | اسم المنظمة                        | تاريخ انضمام فانواتو | تاريخ انضمام قبرص |
| ----------- | ---------------------------------- | -------------------- | ----------------- |
|             | مؤسسة التنمية الدولية              | 28 سبتمبر 1981       | 2 مارس 1962       |
|             | منظمة التجارة العالمية             | ?                    | ?                 |
|             | المنظمة الهيدروغرافية الدولية      | ?                    | ?                 |
|             | مؤسسة التمويل الدولية              | 28 سبتمبر 1981       | 2 مارس 1962       |
|             | منظمة حظر الأسلحة الكيميائية       | ?                    | ?                 |
|             | الأمم المتحدة                      | 15 سبتمبر 1981       | 20 سبتمبر 1960    |
|             | الاتحاد الدولي للاتصالات           | 30 مارس 1988         | 24 أبريل 1961     |
|             | البنك الدولي للإنشاء والتعمير      | 28 سبتمبر 1981       | 21 ديسمبر 1961    |
|             | الاتحاد البريدي العالمي            | ?                    | ?                 |
|             | وكالة ضمان الاستثمار متعدد الأطراف | 27 يوليو 1988        | 12 أبريل 1988     |
|             | يونسكو                             | 10 فبراير 1994       | 6 فبراير 1961     |
|             | دول الكومنولث                      | ?                    | ?                 |

## وصلات خارجية
- موقع وزارة الخارجية القبرصية